# Đorđe Živadinović Grgur
Đorđe Živadinović Grgur, srbski filmski, televizijski in gledališki igralec; * 12. februar 1990, Beograd.
Je eden najprepoznavnejših srbskih igralcev mlajše generacije. Med letoma 2012 in 2015 je na Novi akademija umetnosti v Beogradu študiral igralstvo, pred tem pa tudi mednarodne politike in študije na Fakulteti političnih ved v Beogradu. Med njegove vidnejše filmske vloge spadajo vloge v filmih Za kralja i otadzbinu (2015), kjer je igral vlogo kralja Petra II. Karadžorževića, Ravna Gora (2013) in Tmina (2014).